# Feistritz an der Drau
Feistritz an der Drau (slovenska: Bistrica) är en ort i kommunen Paternion i Kärnten, Österrike.
Världsmästerskapen i skidskytte 1989 anordnades här, och var de första sådana med herr- och damtävlingar på samma plats och vid samma tidpunkt.
The Windische Höhe-passet binder samman Sankt Stefan i Gailflodens dal med orten i Dravaflodens (tyska: Drau) dal.
Efter andra världskriget placerades ett läger här i den intilliggande byn Feffernitz. Denna del av Österrike var del i den brittiska ockupationssektorn.